# Vera Cruz (Bahia)
Vera Cruz – miasto i gmina w Brazylii, w stanie Bahia. Znajduje się w mezoregionie Metropolitana de Salvador i mikroregionie Salvador.